# Curt Lincoln
Curt Richard "Curre" Lincoln, född den 8 oktober 1918 i Stockholm, död den 28 augusti 2005 i Esbo, var en finlandssvensk företagare och idrottsman.
Lincoln tävlade med mindre formelbilar under femtio- och sextiotalet. Han var även en framgångsrik tennisspelare och spelade i finska Davis Cup-laget 1954.
Lincolns dotter Nina var gift med formel 1-världsmästaren Jochen Rindt.
Han är begravd på Sandudds begravningsplats i Helsingfors.

## Utmärkelser
- Finlands idrottskulturs förtjänstmedalj med förgyllt kors[7]

[Redigera Wikidata]